# 隆林关木通
隆林关木通（学名：Isotrema longlinense）是马兜铃科关木通属的一种植物，是中国的特有植物。分布于中国的广西。
叶片戟状披针形至披针形, 基部两侧常具耳; 檐部钟形, 内面紫红色, 密被棘突。。